# Linea Taita
La linea Taita (太多線?, Taita-sen), è una linea ferroviaria giapponese a scartamento ridotto di circa 18 km che collega le città di Tajimi e Minokamo, entrambe nella prefettura di Gifu in Giappone. La linea è gestita dalla JR Central ed è a trazione termica, con scartamento ridotto di 1067 mm. Il servizio ha una frequenza di circa 2 coppie all'ora, mentre la mattina sono disponibili alcuni treni che tramite la linea principale Takayama continuano fino alla stazione di Gifu o quella di Nagoya.

## Stazioni
Tutte le stazioni si trovano nella prefettura di Gifu.
| Stazione   | Giapponese | Distanza interst. | Distanza totale | Collegamenti                                              | Posizione |
| ---------- | ---------- | ----------------- | --------------- | --------------------------------------------------------- | --------- |
| Tajimi     | 多治見     | -                 | 0.0             | Linea principale Chūō (servizi diretti per Nagoya e Gifu) | Tajimi    |
| Koizumi    | 小泉       | 3.2               | 3.2             |                                                           | Tajimi    |
| Nemoto     | 根本       | 1.6               | 4.8             |                                                           | Tajimi    |
| Hime       | 姫         | 3.1               | 7.9             |                                                           | Tajimi    |
| Shimogiri  | 下切       | 1.5               | 9.4             |                                                           | Kani      |
| Kani       | 可児       | 3.4               | 12.8            | Linea Meitetsu Hiromi (Shin-Kani)                         | Kani      |
| Mino-Kawai | 美濃川合   | 2.6               | 15.4            |                                                           | Minokamo  |
| Mino-Ōta   | 美濃太田   | 2.7               | 17.8            | Linea principale Takayama Linea Nagaragawa Etsumi-nan     | Minokamo  |